# Chmeee
Chmeee ou Parleur-aux-Animaux est un personnage fictif de L'Anneau-Monde, un roman de science-fiction de Larry Niven. Il fait partie de l'espèce des Kzintis.
Il accompagne le Terrien Louis Wu et le Marionnettiste de Pierson Nessus lors de la première expédition sur l’Anneau-Monde. Il finira par prendre le commandement de cette expédition, initialement dirigée par Nessus. Cela lui permettra d’acquérir son nom Kzinti, Chmeee, à son retour dans la Patriarchie.
Il fait également partie de la deuxième expédition, toujours aux côtés de Louis, mais avec Nessus remplacé par l’Ultime.